# Fusion du néon
En astrophysique, la fusion du néon (aussi anciennement désignée par « combustion du néon ») désigne un ensemble de réactions de fusion nucléaire qui ont lieu dans les étoiles d'au moins 8 masses solaires. Ces réactions se déroulent sur quelques années seulement et nécessitent des températures très élevées pour se produire, de l’ordre de 1,2 GK.
Les principales réactions de fusion du néon sont :
- Photodésintégration du néon 20, en oxygène 16 et hélium 4. 
20
10Ne + γ → 4
2He + 16
8O
- Réaction du néon 20 et de l'hélium 4 en magnésium 24 :
20
10Ne + 4
2He + γ → 24
12Mg

- Absorption d'un neutron par le néon 20, produisant l'isotope du néon 21.
20
10Ne + n + γ → 21
10Ne
- Réaction du néon 21 et de l'hélium 4 en magnésium 24 et libération d'un neutron, en partie absorbé dans le néon 20 :
21
10Ne + 4
2He → 24
12Mg + n

Lorsque le néon du cœur de l'étoile a été entièrement transformé en atomes plus lourds, les réactions de fusion du néon cessent et la pression gravitationnelle n'est plus compensée par la pression de radiations, ce qui provoque la contraction du cœur de l'étoile jusqu'à atteindre un nouvel équilibre hydrostatique. La densité et la température du cœur augmentent sous l'effet de cette compression accrue, jusqu'à permettre l'amorçage des réactions de fusion de l'oxygène.